# بقیةالله

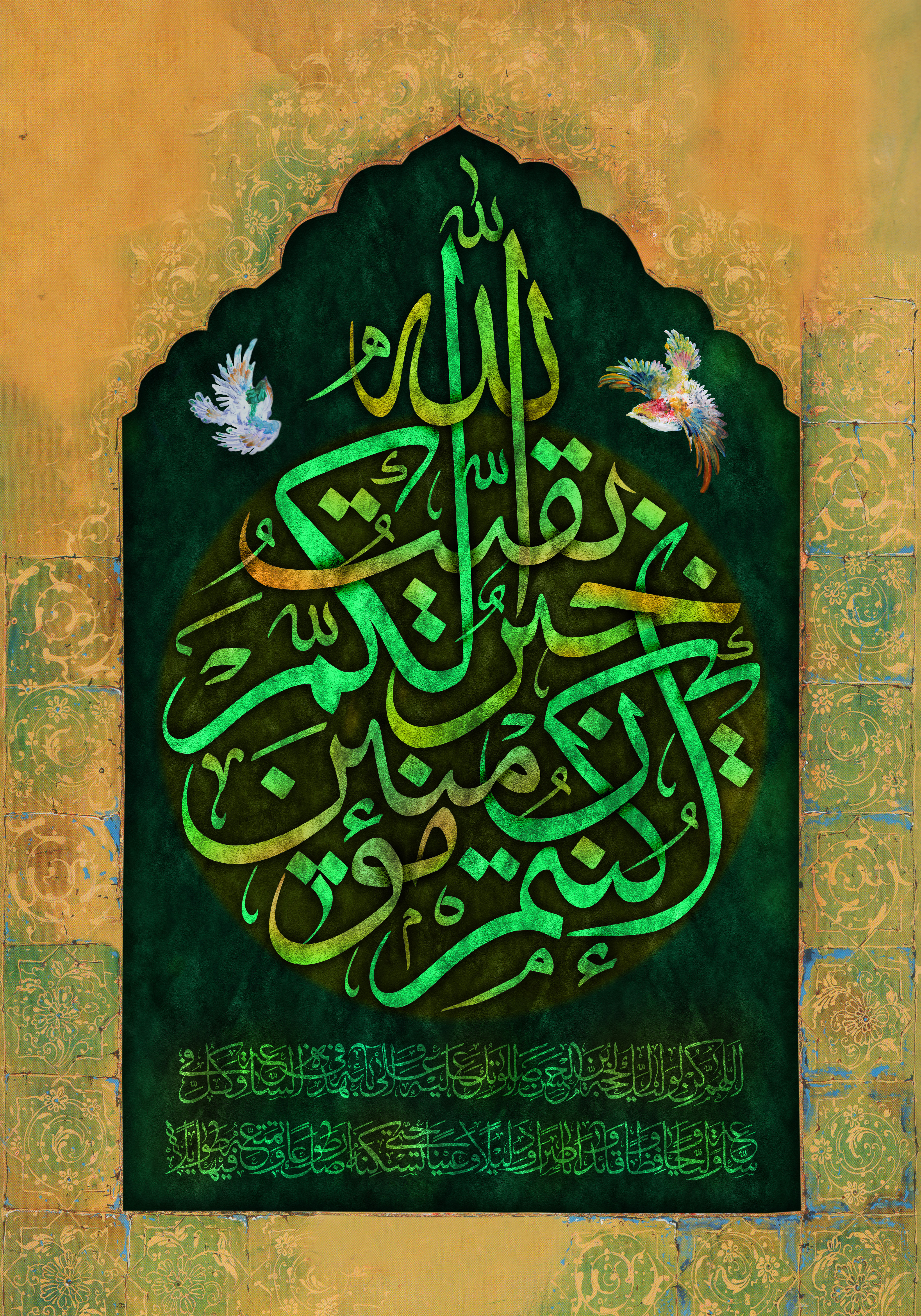
خوشنویسی آیه بقیةالله همراه دعای فرج

بقیّة الله نزد شیعه از القاب مهدی (حجت بن الحسن)، امام دوازدهم شیعیان دوازده‌امامی و به‌معنی باقی‌گذاشتهٔ خدا است. این اصطلاح در قرآن، نیز مورد استفاده است.

## معنای لغوی
«بقیة» به معنای باقی مانده از چیزی است. سید محمدحسین طباطبائی نیز دربارهٔ کلمه "بقیة در آیه ۸۶ هود" در تفسیرش می‌نویسد: «کلمه "بقیه" به معنای "باقی" است و مراد از آن، سودی است که از معامله برای فروشنده بعد از تمام شدن معامله باقی می‌ماند و آن را در مصارف زندگی و در حوایجش خرج می‌کند.» زمخشری علاوه بر معنای مشهور، معنای فضل و خیر را نیز برای کلمه «بقیة» ذکر کرده‌است.
اما «بقیةالله» ترکیبی عربی است؛ محمدباقر مجلسی معنای آن را «کسی که خدا او را نگه‌داشته» می‌داند. اکثر مترجمان قرآن نیز، همین معنا را برای ترجمه آیه ۸۶ سوره هود برگزیده‌اند.
واژه «بقیةالله» در قرآن ضمن توصیه‌های شعیب به قومش آمده‌است. در این آیه آمده‌است: «بَقِیَّة اللَّهِ خَیْرٌ لَکُمْ إِنْ کُنْتُمْ مُؤْمِنینَ وَ ما أَنَا عَلَیْکُمْ بِحَفیظٍ»

## لقب امامان یا منجی موعود
در مورد وجه استعمال این لقب برای امامان شیعه، به روایات متعددی در منابع شیعه استناد می‌شود. این روایات به دو دسته کلی تقسیم شده‌اند؛ روایاتی که لقب بقیةالله را برای همه امامان شیعه معرفی می‌نماید و دسته دوم، روایاتی که این لقب را محصوص امام دوازدهم شیعیان می‌داند.

### لقب برای امامان شیعه
از جمله این گزارشات، می‌توان به زیارت جامعه کبیره اشاره نمود که در آن لقب بقیةالله برای تمام ائمه دوازده‌گانه شیعیان به‌کار برده شده‌است. گزارش دیگر، ادعای ابن شهرآشوب در کتاب خود است که شأن نزول آیه ۸۶ هود را، اهل‌بیت می‌داند.

### لقب برای امام دوازدهم
از گزارشاتی که برای اثبات لقب بودن بقیةالله برای امام دوازدهم مورد استناد است، عبارت‌اند از گزارشی که از امام ششم جعفر صادق پرسیده شده‌است که: «آیا هنگام سلام به مهدی موعود باید وی را امیرالمؤمنین خطاب کرد؟» جعفر صادق در پاسخ فرموده‌است: «احدی جز علی بن ابی‌طالب نباید به این نام خوانده شود و هرکس بعد یا قبل از وی کس دیگری را به این نام خوانده، کافر بوده‌است.» سپس در جواب سوال‌کننده که چگونه باید سلام کرد گفته‌است: «بگوئید: «السَّلامُ عَلَیْکَ یا بَقیَّةُ اللهُ» و سپس آیهٔ ۸۶ سورهٔ هود را خوانده‌است که «آنچه خدا برای شما باقی می‌گذارد (بقیةالله) بهتر است، اگر واقعاً به خدا ایمان دارید.»
در روایات دیگری نیز به اختصاص این لقب به امام دوازدهم اشاره شده‌است؛ از جمله روایتی از علی بن ابی‌طالب و روایت دیگری از زبان امام دوازدهم شیعیان. همچنین در دعای ندبه به امام دوازدهم با عنوان بقیةالله سلام داده می‌شود. علاوه بر این موارد، روایات دیگری نیز در منابع روایی شیعه برای اثبات این ادعا وجود دارد.

### لقب برای منجی موعود (منابع اهل سنت)
در منابع اهل سنت آمده‌است: «از اباجعفر نقل شده‌است که گفت: "مهدی موعود از ماست و خداوند او را با انداختن ترسش در دل دشمنان یاری می‌کند… وقتی ظهور کند، پس اولین چیزی که می‌گوید این آیه است: بقیةالله خیر لکم إن کنتم مؤمنین؛ سپس می‌گوید: ای مردم من بقیةالله در زمین هستم و خلیفه خداوند و حجت او بر شما. پس هیچ کس به وی سلام نمی‌کند مگر اینکه می‌گوید سلام بر تو ای بقیةالله…"»

## تفسیر بقیةالله در قرآن

### متن و ترجمه آیه
آیه ۸۶ سوره هود: «بَقِیَّتُ اللَّهِ خَیْرٌ لَّکُمْ إِن کُنتُم مُّؤْمِنِینَ وَمَآ أَنَاْ عَلَیْکُمْ بِحَفِیظٍ»

#### ترجمه‌ها[۵]
ترجمه مهدی فولادوند: «اگر مؤمن باشید، باقیمانده [حلال] خدا برای شما بهتر است، و من بر شما نگاهبان نیستم.»
ترجمه حسین انصاریان: «آنچه خدا [در کسب و کارتان از سود و بهره پس از پرداخت حق مردم] باقی می‌گذارد، برای شما بهتر است اگر مؤمن باشید، و من بر شما نگهبان نیستم.»
ترجمه ناصر مکارم شیرازی: «آنچه خداوند برای شما باقی گذارده [از سرمایه‌های حلال]، برایتان بهتر است اگر ایمان داشته باشید! و من، پاسدار شما (و مأمور بر اجبارتان به ایمان) نیستم!»

### تفاسیر شیعه
در تفسیر المیزان آمده‌است: «پس شعیب علیه‌السلام خطاب به آنان می‌فرماید: اگر به خدای متعال ایمان دارید، سودی که خداوند از معامله برای شما باقی می‌گذارد و از طریق فطرت شما را به آن هدایت فرموده بهتر از مالی‌ست که آن را از راه نامشروع و کم‌فروشی و نقص پیمانه و میزان به‌دست می‌آورید، چون شخص مؤمن تنها از طریق حلال از مال بهره‌برداری می‌کند و من مسئول اعمال و نگهبان شما نیستم و جز ابلاغ رسالت وظیفه دیگری ندارم و حق انتخاب خیر یا شر به‌دست خود شماست و من قدرت جذب خیر یا دفع شر برای شما را ندارم و هر نعمتی که شما دارید فقط از جانب خدای متعال است. (پس هر کس بصیرت خود را بکار زند به نفع خود عمل کرده و هر کس که کوردلی نماید علیه خودش کرده و من حافظ و نگهبان شما نیستم)»
در تفسیر نمونه آمده‌است: «بارها گفته‌ایم آیات قرآن هر چند در مورد خاصی نازل شده باشد، مفاهیم جامعی دارد که می‌تواند در اعصار و قرون بعد بر مصداق‌های کلی‌تر و وسیع‌تر، تطبیق شود؛ لذا در آیه مورد بحث، گرچه مخاطب قوم شعیبند، و منظور از «بَقِیَّتُ اللَّهِ» سود و سرمایه حلال یا پاداش الهی است، ولی هر موجود نافع که از طرف خداوند برای بشر باقی مانده و مایه خیر و سعادت او گردد، «بَقِیَّتُ اللَّهِ» محسوب می‌شود. و از آنجا که مهدی موعود عجل الله تعالی فرجه الشریف آخرین پیشوا و بزرگ‌ترین رهبر انقلابی پس از قیام پیامبر اسلام صلّی اللّه علیه و آله است یکی از روشن‌ترین مصادیق «بقیة اللّه» می‌باشد و از همه به این لقب شایسته‌تر است، بخصوص که تنها باقیمانده بعد از پیامبران و امامان است و در روایات متعددی به آن اشاره شده‌است.»

### تفاسیر اهل سنت
در تفسیر قرطبی آمده‌است: «"بقیةالله" بهتر است برای شما یعنی آن چیزی که خداوند برای شما بعد از دادن حق دیگران باقی گذاشته‌است.»
در تفسیر کشاف نیز ادعا شده‌است که یکی از معانی بقیةالله، طاعت و عبادتی است که اجرش نزد خداوند باقی خواهدماند.

### پیام‌های آیه
1. رزق اندک ولی حلال و پاک، بهتر از درآمدهای بسیار، امّا حرام است. «بقیّت‌اللّه خیر»
2. دنیا، فانی و آخرت باقی است، لذا آخرت‌گرایی بهتر از دنیاطلبی است. «بقیّت اللَّه خیر لکم»
3. اگر کم فروشی نکنیم، مشتریان بیشتر و در نتیجه سود ما در آینده، زیادتر و گواراتر خواهد گردید. «بقیّت اللَّه خیر»
4. کسی که حرام را بهتر از حلال بداند، در ایمان خود شک کند. «انکنتم مؤمنین»
5. انسان‌ها در عقاید خود آزادند و حتّی انبیا هم بر آنان تحمیلی ندارند. «و ما انا علیکم بحفیظ»
6. اگر به خاطر حرام‌خواری، دارایی و زندگیتان تباه شد، من ضامن نیستم. «و ما انا علیکم بحفیظ»[نیازمند منبع]

## بقیةالله در ادبیات
| امید من به عطای بقیةالله است   | هزار جان به فدای بقیةالله است      |
| بگو به حاتم طایی، مناز بر کرمت | هزار چون تو گدای بقیةالله است      |
| [کلامی زنجانی]                 |                                    |
| نه حرف من سخن هر فقیه آگاه است | عزای حضرت صادق شعائر الله است      |
| بهشت مقصد هر دسته عزاداری‌ست    | سلوک شیعه در این شاهراه، کوتاه است |
| مدینه منتظر دسته‌های سینه‌زنی‌ست  | مدینه چشم به راه بقیةالله است      |
| [میلاد حسنی]                   |                                    |
| أرْجَبْتَ دَمعی و أَرْمَضْتَ النَّوی جَلَدی  | فهاک نَظْمِی علی لُقیاکَ شَعبانا         |
| بقیةَ‌اللهِ خُذها عَنکَ باکِـیَـةً      | قد أدمَـنَـت فی نَـواکَ الُـحزْنَ إدمانا  |
| العمرُ یَـمضِی وفیکَ الروحُ مُقبِلَةٌ   | کهلُ الهوی أکثرُ العُشاقِ رَیْعانا       |
| [محمد عبدالرضا الحرزی]         |                                    |

## بقیةالله یا بقیت‌الله
آنطور که در رسم‌الخط قرآن‌های عثمان طه مشخص است، کلمه «بقیةالله» در آیه ۸۶ سوره هود به صورت «بقیت‌الله» نگارش یافته‌است. این موضوع بیانگر یک نکته رسم‌الخطی و معانی‌بیانی است که به ادعای مسلمانان، نشانه‌ای از اعجاز ادبی قرآن است.
در توضیح این مطلب، محمدامین احمدی فقیه (از پژوهشگران قرآنی شیعه) می‌نویسد: «موضوع و جایگاه کلمه "امرأة" یا "امرأت" در قرآن مجید، با وجود هم‌معنا بودنشان، متفاوت است؛ لذا با تفاوت جایگاه و موقعیت این کلمه، متفاوت نوشته شده‌است به این صورت که اگر کلمه «امرأة» در هر جای قرآن حکیم به زوج و همسرش اضافه شده، با تاء باز "امرأت" کتابت شده‌است؛ مانند: "امرأت نوح… امرأت لوط… امرأت فرعون." ولی اگر به زوج و همسر خود اضافه نشود، به صورت تاء مدور و بسته "امرأة" رسم شده‌است؛ از قبیل: "و ان امرأة خافت من بعلها نشوزا…، انی وجدت امرأة تملکهم… امرأة مؤمنة…" و امثال آن‌ها.»
در علت این تفاوت نوشتار و رسم‌الخط با وجود هماهنگی معنا و یکسانی آن، دلایلی ذکر شده‌است، از جمله:
- راهنمایی قاری برای عدم وقف بر روی کلمه تاء باز؛ مثل «امرأت» یا «بقیت».[یادداشت ۱]
- راهنمایی قاری برای شناخت مخارج حروف در وقف.[یادداشت ۲]
- حفاظت از اشتباه در قوانین قرائت.[یادداشت ۳]

## یادداشت
1. ↑  تذکر: در ادبیات عرب، مضاف و مضاف‌الیه، یک کلمه محسوب می‌شوند و جدایی بین آنها اشتباه ادبی است؛ بنابراین وقف بین مضاف و مضاف‌الیه یک اشتباه قرائت محسوب می‌شود که در معنای مدنظر متکلم، دخل و تصرف دارد.
2. ↑  در قرائت متون عربی، در هنگام وقف در کلمه دارای تاء تانیث، اگر به صورت «ة» باشد، «ه» تلفظ می‌شود و اگر به صورت «ت» باشد، به‌همان‌صورت تلفظ خواهد شد.
3. ↑  به علت نگارش کتبی بسیاری از قواعد ادبیات عرب، بعد از نزول قرآن؛ اگر قرآن در جایی از کتابتش، «ت» را به شکل «ة» می‌نوشت، بعدها سبب می‌شد تا بین کلمه متشکل از «مضاف، مضاف‌الیه» و «مفرد»؛ در مسئله وقف، اشتباه قرائتی پیش بیاید.